# بطولة ويمبلدون 1996
هنا قائمة ببطولات ويمبلدون سنة 1996:

## الكبار

### فردي رجال
ريتشارد كراجايكك هزم  ماليفاي واشنطن 6-3 6-4 6-3

### فردي سيدات
شتيفي غراف هزم  أرنتكسا سانشيز فيكاريو 6-3 7-5

### زوجي رجال
تود وودبريدج و مارك وودفورد هزم  بايرون بلاك و غرانت كونيل 4-6 6-1 6-3 6-2

### زوجي سيدات
مارتينا هينغيز و هيلينا سوكوفا هزم  ميريديث ماكغراث و لاريسا نايلاند 5-7 7-5 6-1

### زوجي مختلط
سيريل سوك و هيلينا سوكوفا هزم  مارك وودفورد و لاريسا نايلاند 1-6 6-3 6-2

## الشباب

### فردي أولاد
فلاديمير فولطشكوف هزم  إيفان لوبيتتش 3-6 6-2 6-3

### فردي بنات
إميلي موريسمو هزم  ماغوي سيرنا 4-6 6-3 6-4

### زوجي أولاد
دانييلي براشييلي و Jocelyn Robichaud هزم  داميان روبرتس و ويلسي وايتهاوس 6-2, 6-4

### زوجي بنات
أولغا بارابانشيكوفا و إيميلي موريسمو هزم  ليليا أوسترلوه و سامانثا ريفز 5-7 6-3 6-1